# Picot garser pilós
El picot garser pilós (Leuconotopicus villosus) és una espècie d'ocell de la família dels pícids (Picidae).

## Descripció

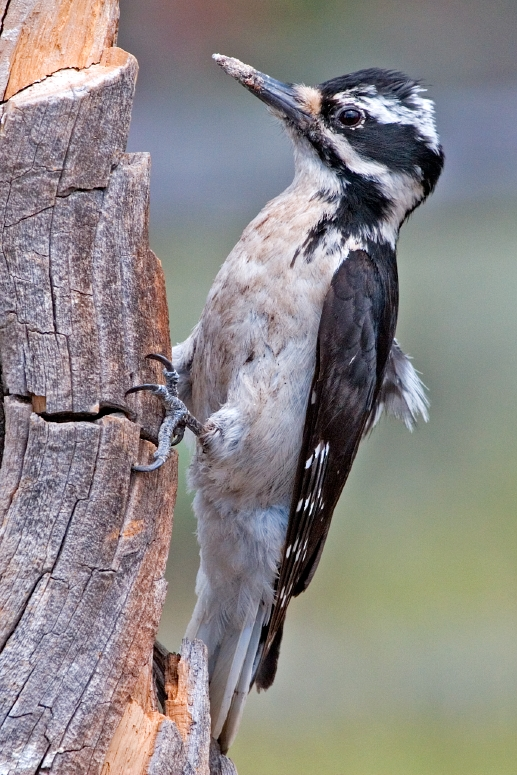
Femella de P. v. orius mostrant la manca de pegat vermell al cap

- Mesuren 18 -26 cm de llarg, amb un pes de 40- 95 gr.[1]
- Adults negres per les parts superiors i ales. Gran taca blanca a l'esquena. Taques blanques a les ales. Gola i ventre des de blanc fins marró clar, depenent la subespècie. Línia ocular negra, amb una barra blanca per sobre i una altra per sota. Cua negra amb les plomes externes blanques.
- Mascles amb un pegat vermell a la part posterior del cap, o un a cada costat, a la part posterior del cap, que manca a les femelles.[2]

## Hàbitat i distribució
Habita boscos i parcs de les ciutats des de l'oest i centre d'Alaska, centre de Yukon, Alberta i nord de Saskatchewan, cap a l'est, a través del centre del Canadà fins a Terranova i, cap al sud fins al nord de Baixa Califòrnia, Texas, estats de la costa del Golf de Mèxic, sud de Florida, illes Bahames i a l'ample de les terres altes d'Amèrica Central fins a l'oest de Panamà.

## Subespècies
S'han descrit 14 subespècies:
- P. v. audubonii (Swainson, 1832). Sud-est dels Estats Units.
- P. v. harrisi (Audubon, 1838). Des del sud de la Colúmbia Britànica fins al nord de Califòrnia.
- P. v. hyloscopus (Cabanis et Heine, 1863). Oest i sud de Califòrnia i nord de Baixa Califòrnia.
- P. v. icastus (Oberholser, 1911). Des del sud-est d'Arizona i sud-oest de Nou Mèxic fins a l'oest de Mèxic.
- P. v. jardinii (Malherbe, 1845). Centre i est de Mèxic.
- P. v. maynardi (Ridgway, 1887).	Bahames meridionals.
- P. v. orius (Oberholser, 1911). Des de la Colúmbia Britànica cap al sud fins al sud-est de Califòrnia i l'oest de Texas.
- P. v. picoideus (Osgood, 1901). Illes de la Reina Carlota.
- P. v. piger (Allen GM, 1905). Bahames septentrionals.
- P. v. sanctorum (Nelson, 1897). Des del sud de Mèxic fins a l'oest de Panamà.
- P. v. septentrionalis (Nuttall, 1840). Oest de Nord-amèrica, des del sud d'Alaska i Ontario fins Nou Mèxic.
- P. v. sitkensis (Swarth, 1911).	Sud-est d'Alaska i nord de la Colúmbia Britànica.
- P. v. terraenovae (Batchelder, 1908). Newfoundland.
- P. v. villosus (Linnaeus, 1766). Sud-est del Canadà, i nord i nord-est dels Estats Units.